# Amerikaanse auto in 1951
Dit artikel geeft een overzicht van alle Amerikaanse en Australische personenwagens uit 1951. De auto's staan alfabetisch gerangschikt per merk.

## Noord-Amerika
| Chrysler |                  | concern:                  | onafhankelijk |
| Chrysler | divisie:         |                           |               |
| Chrysler | merk:            | Chrysler Verenigde Staten |               |
| Chrysler | model:           | New Yorker                |               |
| Chrysler | einde productie: | 1951                      |               |
| Chrysler | productieaantal: | ?                         |               |

| Cunningham |                  | concern:                    | onafhankelijk |
| Cunningham | divisie:         |                             |               |
| Cunningham | merk:            | Cunningham Verenigde Staten |               |
| Cunningham | model:           | C2                          |               |
| Cunningham | einde productie: | 1951                        |               |
| Cunningham | productieaantal: | 3                           |               |

| Dodge |                  | concern:               | Chrysler Verenigde Staten |
| Dodge | divisie:         |                        |                           |
| Dodge | merk:            | Dodge Verenigde Staten |                           |
| Dodge | model:           | Coronet Wagon          |                           |
| Dodge | einde productie: | 1954                   |                           |
| Dodge | productieaantal: | ?                      |                           |

| Hudson |                  | concern:                | onafhankelijk |
| Hudson | divisie:         |                         |               |
| Hudson | merk:            | Hudson Verenigde Staten |               |
| Hudson | model:           | Hornet                  |               |
| Hudson | einde productie: | 1953                    |               |
| Hudson | productieaantal: | ?                       |               |

| Kaiser |                  | concern:                 | onafhankelijk |
| Kaiser | divisie:         |                          |               |
| Kaiser | merk:            | Kaiser Verenigde Staten  |               |
| Kaiser | model:           | Special/Deluxe/Virginian |               |
| Kaiser | einde productie: | 1952                     |               |
| Kaiser | productieaantal: | ?                        |               |

## Australië
| Holden |                  | concern: | General Motors Verenigde Staten |
| Holden | divisie:         | |                                 |
| Holden | merk:            | Holden Australië |                                 |
| Holden | model:           | Coupe Utility pick-up (1e generatie; 50-2106 / FJ-serie; de 50-2106 werd later tot de FX-serie gerekend; gebaseerd op de sedan uit 1948) |                                 |
| Holden | einde productie: | 1956 |                                 |
| Holden | productieaantal: | ? |                                 |